# Tomi Ungerer
Tomi Ungerer (Straatsburg, 28 november 1931 – Cork, 9 februari 2019), was een Frans tekenaar en cartoonist. 

## Jeugd
Tomi Ungerer werd geboren in Straatsburg. Na de bezetting van Frankrijk in 1940 werd de Elzas Duits. Ungerer moest Duits-nationalistische liederen zingen op school en een tekening van een jood maken. Toch bleef zijn moeder als teken van verzet met haar zoon Frans spreken. En de jonge Tomi Ungerer tekende spotprenten van de Duitsers en van Hitler. Na de oorlog bleef Ungerer niet lang op school. Hij maakte zijn middelbare school niet af en begon te reizen. Hij doorkruiste Frankrijk en Europa in de jaren 1950 en vervulde ook zijn militaire dienst in Algerije.

## Carrière
In 1956 kwam Ungerer aan in New York en begon er te tekenen voor kranten en tijdschriften. Zijn satrisch werk werd verzameld in The Underground Sketchbook (1964) en The Party (1966). Zijn affiche Black Power/White Power uit 1967 over de rassenscheiding en zijn affiche voor de film Dr Strangelove van Stanley Kubrick werden iconisch. Ungerer was een geëngageerd artiest, die zaken als racisme, de oorlog in Vietnam en de nucleaire bewapening aan de kaak stelde. Hij maakte ook 24 geïllustreerde kinderboeken. (In 1975 werd Zeralda's Reus bekroond met een Zilveren Griffel.) Ungerer verhuisde naar Canada en vervolgens naar Ierland. Hij bleef reizen en verbleef ook nog regelmatig in zijn geboortestreek. In 1975 deed hij een schenking van zijn werk aan de gemeente Straatsburg en hij was ook een verdediger van het Elzassisch en de Elzassische identiteit.

## Stijl
Ungerer was autodidact. Hij wordt genoemd als een erfgenaam van Gustave Doré, Honoré Daumier, Georges Grosz of Otto Dix. Maar zijn voornaamste inspiratie was het werk van Saul Steinberg. Net als Steinberg koos Ungerer voor een eenvoudige maar expressieve lijn, en bezat hij een groot talent voor observatie. Zijn satirisch werk is vaak ongemeen hard. 

## Architectuur

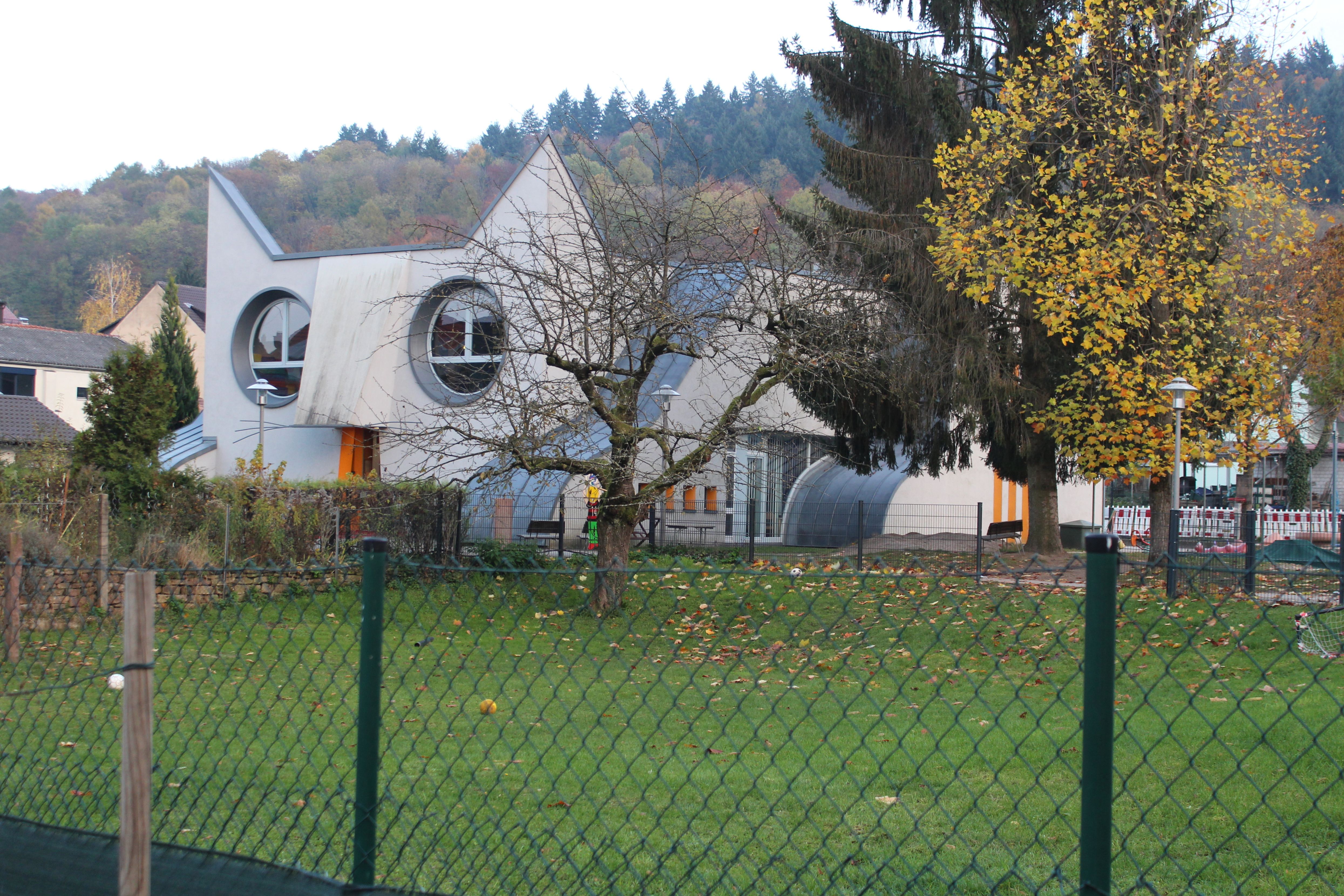
Kleuterschool in Wolfartsweier

Ungerer heeft ook ontwerpen getekend voor verschillende bouwwerken, waaronder een opvallende kleuterschool in Wolfartsweier, in de vorm van een grote kat in spronghouding. De ingang is door de bek van het dier, terwijl in de staart een glijbaan is ingebouwd.